# Evangelisches Krankenhaus Ludwigsfelde-Teltow
Das Evangelische Krankenhaus Ludwigsfelde-Teltow ist ein Krankenhaus der Grundversorgung im Verbund Evangelisches Diakonissenhaus Berlin Teltow Lehnin in Ludwigsfelde. Es ist Kooperationspartner der Medizinischen Hochschule Brandenburg Theodor Fontane.

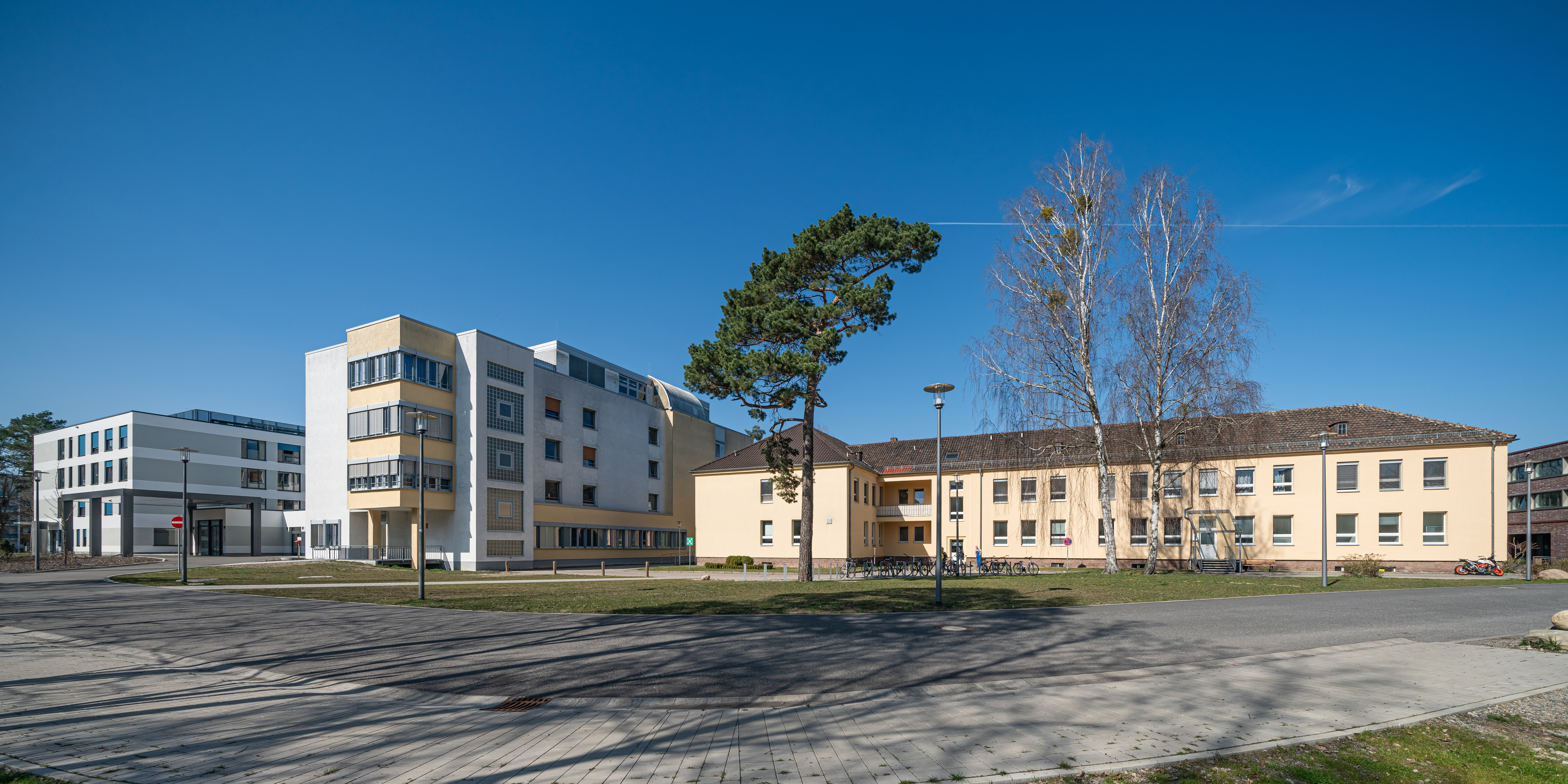
Außenansicht

## Geschichte
Am 1. März 1993 übernahm das Evangelische Diakonissenhaus Berlin-Teltow als neuer Krankenhausträger das ehemalige Kreiskrankenhaus Zossen mit seinen Betriebsteilen Ludwigsfelde und Zossen. Ende 2002 wurden beide Betriebsteile sowie das Evangelische Krankenhaus Teltow in Ludwigsfelde zusammengelegt.
Das Krankenhaus Zossen stammt aus der Zeit vor dem Ersten Weltkrieg. Es entstand als Kreiskrankenhaus aufgrund einer Initiative des Landrats Ernst von Stubenrauch. Zeitweise wurde es von einer kirchlichen Schwesternschaft betrieben, bevor es wieder in kommunale Hände überging.
Die Anfänge des Krankenhauses in Ludwigsfelde reichen in das Jahr 1945 zurück, als auf dem Waldsportplatz drei Baracken als Notkrankenhaus eingerichtet wurden. Mit der Errichtung des Industriewerkes entstand im Jahr 1954 eine Poliklinik mit Bettenstation auf dem Gelände der ehemaligen Halle 12 des Daimler-Benz-Werkes. Sie ist der Kern des noch heute bestehenden Hauses B. Die erste Patientin wurde am 20. April 1954 aufgenommen. Das erste Kind erblickte am 3. November 1954 in einer Baracke, die bis dahin als Landambulatorium diente, das Licht der Welt. Das jetzige Haus C – früher Poliklinik, heute Abteilung für Kinder- und Jugendmedizin – wurde 1974 in Betrieb genommen. Organisatorisch kamen die Krankenhäuser in Rangsdorf (Kinder) und in Zossen (Innere) 1977 hinzu. Am 30. April 1984 wurde ein neues Bettenhaus, das Haus A, mit den chirurgischen Stationen und der Intensivstation eingeweiht. Im Juni 1993 wurde der Um- und Ausbau der Poliklinik zur modernen Abteilung für Kinder- und Jugendmedizin vollendet. Am 6. Oktober 1997 eröffnete eine neue OP-Abteilung mit drei Sälen. Für den Neubau eines Bettenhauses für 105 Betten der Inneren Abteilung, mit dem die Zusammenführung der Häuser in Teltow und Zossen am Standort Ludwigsfelde realisiert werden konnte, wurde am 1. September 2000 der Grundstein gelegt. Die Inbetriebnahme des neuen Hauses mit Bettenstationen und einer neuen Abteilung für Funktionsdiagnostik und Endoskopie erfolgte im November des Jahres 2002. Damit kann die medizinische Betreuung der Patienten in enger Kooperation aller Fachabteilungen unter einem Dach in Ludwigsfelde erfolgen.
Bereits seit 1927 betrieb das Evangelische Diakonissenhaus Berlin-Teltow ein Krankenhaus in Teltow. Als internistisches Fachkrankenhaus spielte es seit den 1960er Jahren eine wichtige Rolle in der medizinischen Versorgung der Region.

## Fachabteilungen
- Abteilung für Anästhesie und Intensivtherapie[2]
- Abteilung für Allgemein-, Viszeral- und Unfallchirurgie
- Klinik für Geriatrie mit Tagesklinik
- Innere Abteilung
- Pädiatrie

## Kenngrößen
Jährlich werden mehr als 10.000 stationäre und 14.000 ambulante Patienten versorgt. Am Krankenhaus wird ein medizinisches Versorgungszentrum betrieben, daneben ist ein Notarztstandort etabliert.

## Zertifizierung
Das Evangelische Krankenhaus Ludwigsfelde-Teltow ist als Lokales Traumazentrum zertifiziert.